# المملكة المورية الرومانية
المملكة المورية الرومانية (باللاتينية: Regnum Maurorum et Romanorum) كانت مملكة بربرية مسيحية مستقلة تتمحور حول مدينة ألطافا وتسيطر على جزء كبير من إقليم موريطانيا القيصرية الروماني القديم الواقع في شمال الجزائر حاليًا. تشكلت المملكة لأول مرة في القرن الخامس حيث ضعفت السيطرة الرومانية على المقاطعة وتم تركيز الموارد الإمبراطورية في أماكن أخرى لا سيما في الدفاع عن شبه الجزيرة الإيطالية نفسها من غزو القبائل الألمانية.
سرعان ما دخل حكام المملكة المورية الرومانية في نزاع مع المملكة الوندالية المجاورة والتي تم تأسيسها بعد الفتح الوندالي لمقاطعة إفريقيا الرومانية. تحالف ماسونا ملك المور والرومان مع جيوش الإمبراطورية الرومانية الشرقية خلال إعادة غزوها لأفريقيا الشمالية في الحرب الوندالية. بعد انتصار الإمبراطورية الرومانية الشرقية على الوندال، حافظت المملكة المورية الرومانية على تحالفها مع الإمبراطورية الرومانية الشرقية وساعدتها في حروبها ضد غزو البربر من القبائل والممالك الأخرى مثل مملكة الأوراس.
إنهارت العلاقات الدبلوماسية في نهاية المطاف بين الإمبراطورية الرومانية الشرقية والمملكة المورية الرومانية بعد غزو ملك المور والرومان غارمول ولاية أفريقيا الإمبراطورية التابعة للإمبراطورية الرومانية الشرقية في محاولة للاستيلاء على أراضيها. أدت هزيمته في عام 578 م إلى النهاية المباشرة للمملكة المورية الرومانية والتي تجزأت وألحقت أجزاء منها بالإمبراطورية الرومانية.
خلفت المملكة المورية الرومانية بعض الدول البربرية الرومانية الأصغر حجماً مثل مملكة ألطافا، استمرت هذه الممالك الصغيرة في المنطقة المغاربية حتى فتح المنطقة من قبل الخلافة الأموية في القرنين السابع والثامن.

## التاريخ

### الخلفية

مقاطعة موريطانيا القيصرية داخل الإمبراطورية الرومانية.

مملكتا موريطنية ونوميديا الغربية اللتان كانتا مرتبطتين بروما، تم ضمهما تحت حكم الإمبراطور كلوديوس من قبل الإمبراطورية الرومانية في عام 40 بعد الميلاد وتقسيمهما إلى مقاطعتين هما موريطنية الطنجية وموريطانيا القيصرية مع وادي ملوية كحد فاصل بينهما.
لم تكن مقاطعات شمال أفريقيا تحظى بحماية جيدة على حدودها فشهدت هجمات متكررة من قبل الجرمان والفرثيين، لكن الأهمية الاقتصادية لها جعلت من المهم الاحتفاظ بها وتحقيقا لذلك تم بناء هياكل دفاعية على طول حدودها مثل الخندق الأفريقي وهو هيكل دفاعي خطي بطول 750 كيلو متر يتألف من خنادق وجدران حجرية وتحصينات أخرى، بقي هذا الهيكل قيد الاستخدام حتى الاحتلال الوندالي لمقاطعة أفريكا. لم يتم الدفاع عن الحدود الموريطانية والتي كانت معروفة باسم حدود موريطنية بشكل جيد مثل الحدود الإفريقية.
مع انشغال السلطة الرومانية بالحروب الأهلية الكارثية وفساد أزمة القرن الثالث، تحرشت القبائل البربرية البدوية المحلية بالمستوطنات الرومانية واحتلت بعض المناطق الحدودية من موريطانيا الطنجية وموريطانيا القيصرية، وقد اعتبرت عمليات التوغل تهديدًا كبيرًا دفع بالإمبراطور الروماني الغربي مكسيميانوس للتدخل شخصيًا في الصراع. تلقت كونفدرالية القبائل البربرية الثلاث (البوار وقبائل الحلف الخماسي والفراشيش) هزيمة من قبل جيش صغير أقامه حاكم موريطانيا القيصرية في 289 م، إلا أنهم سرعان ما عادوا، في 296 م جهز مكسيميانوس جيشا من الحرس البريتوري والأكويليين والمصريين وفيالق الدانوب وقوات الاحتياط الغالية والألمانية، والمجندين التراقيين الذين تقدموا عبر إسبانيا في ذلك الخريف. ربما يكون قد دافع عن المنطقة ضد هجمات البربر قبل عبور مضيق جبل طارق إلى موريطنية الطنجية لحماية المنطقة من قراصنة الفرنجة.
بدأ مكسيميانوس هجومًا ضد القبائل الغازية في مارس 297 م وطاردها حتى خارج حدود الإمبراطورية ولم يكتفِ بذلك بل منعها حتى من العودة إلى أوطانها في جبال الأطلس والتي من خلالها يمكنها الاستمرار في شن الحرب. على الرغم من مهارة البربر في حرب العصابات وكون التضاريس غير مواتية، استمرت حملة مكسيميانوس في عمق الأراضي البربرية وهو ما دفع القبائل نحو الصحراء ودمر أراضي كانت آمنة من قبل وأدى لمقتل أكبر عدد ممكن من البربر عندما انتهت الحملة في عام 298 م. في 10 مارس دخل إلى قرطاج منتصراً حيث رحب الناس به كمرمم النور الأبدي.

### التأسيس
شهد القرن الخامس انهيار وسقوط الإمبراطورية الرومانية الغربية، كانت الأراضي الداخلية لموريطنية تخضع فعلياً لسيطرة البربر منذ القرن الرابع، مع حكم روماني مباشر يقتصر على المدن الساحلية مثل سيبتام في موريطنية الطنجية والقيصرية في موريطانيا القيصرية. حافظ الحكام البربر في الأراضي الداخلية على درجة من الثقافة الرومانية، بما في ذلك المدن والمستوطنات المحلية، كما اعترفوا في كثير من الأحيان اسميا بسلطة الأباطرة الرومان.
أصبحت الغزوات البربرية أكثر شيوعا حتى على المقاطعات الآمنة سابقا مثل إيطاليا فأصبح جيش الإمبراطورية الرومانية الغربية منشغلاً بشكل متزايد في الدفاع عن الأراضي في الأجزاء الشمالية من الإمبراطورية. تم تجريد حدود الراين الحيوية مع جرمانية من القوات من أجل تنظيم دفاع ضد جيش القوط الغربيين الذي غزا إيطاليا تحت قيادة ألاريك الأول، سمحت الحدود التي تنقصها الحماية للعديد من القبائل مثل الوندال والألان والسويبيين بعبور نهر الراين في عام 406 م وغزو الأراضي الرومانية.
بدأت السلطة المركزية في الانهيار في العديد من المقاطعات البعيدة وذلك لحاجة الإمبراطورية للاهتمام بأماكن أخرى، ففي موريطنية كان القادة البربريون المحليون والقبائل قد اندمجوا في النظام الإمبراطوري منذ فترة طويلة كحلفاء وقادة فدراليين وقادة حدود، لكن مع ضعف السيطرة الرومانية أسسوا ممالكهم وحكوماتهم في المنطقة. كان زعماء البربر يتمتعون ببعض الخبرة في إدارة المجتمعات المختلطة التي تتألف من البربر والرومان وهو ما يدل عليه وجود جاليات مرومنة على طول المناطق الحدودية للمقاطعات.
نمت المملكة المورية الرومانية لتصبح مملكة بربرية كاملة عند انهيار الإمبراطورية الرومانية الغربية لا تختلف تمامًا عن تلك التي نشأت في أجزاء أخرى من الإمبراطورية السابقة، فعلى الرغم من أن معظم الممالك البربرية الأخرى مثل ممالك القوط الغربيين والوندال كانت بالكامل داخل حدود الإمبراطورية الرومانية السابقة امتدت المملكة المورية الرومانية إلى ما وراء حدود الإمبراطورية الرسمية التي تشمل أيضًا الأراضي البربرية التي لم يسيطر عليها الرومان.

### ملوك المور والرومان

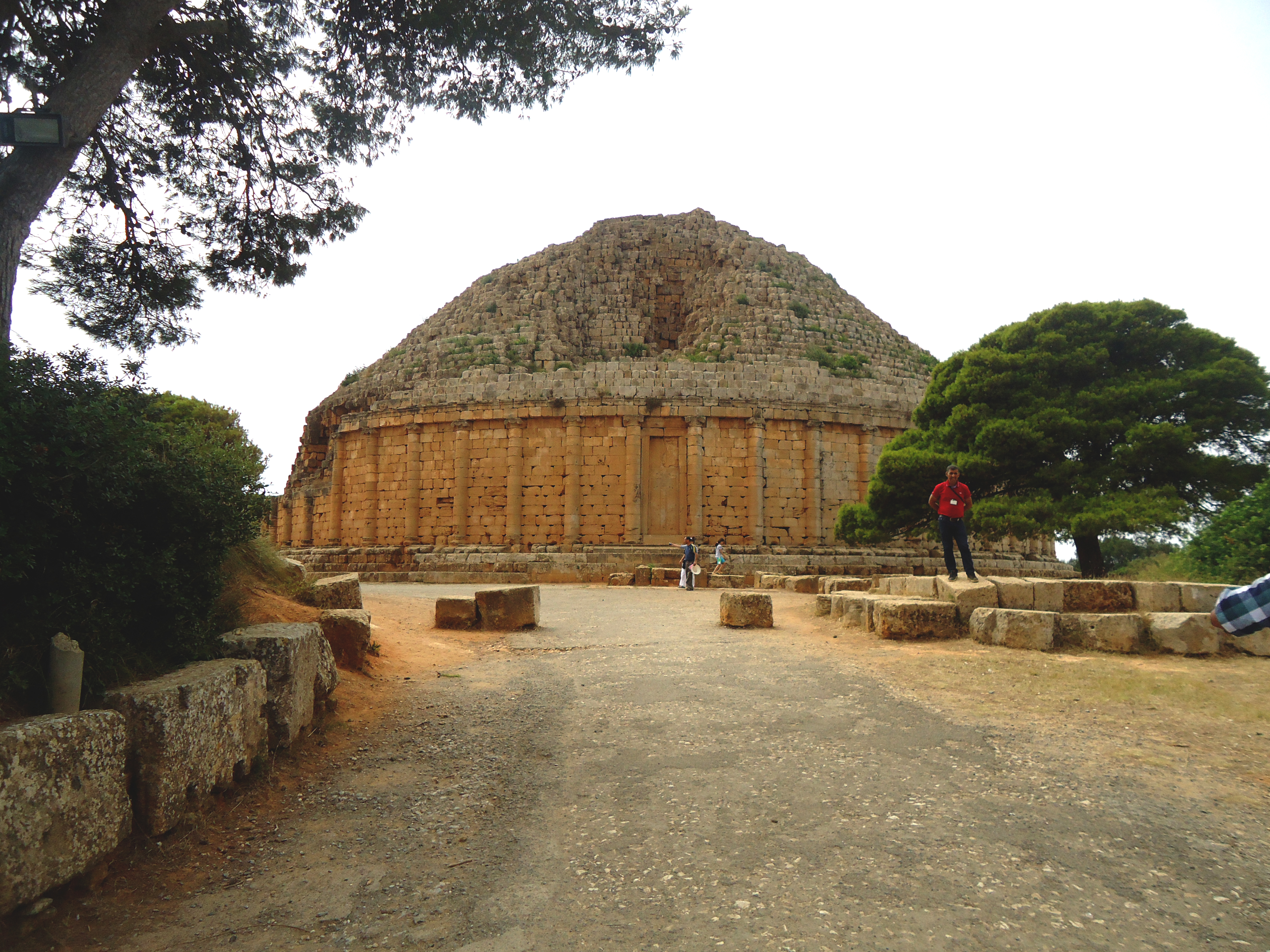
الضريح الملكي الموريتاني وقد تم تسميته كموقع محتمل لدفن الملك ماسونا (على بعد بضعة أميال شرق تيبازة)

سمى ماسونا نفسه بـ ملك شعوب المور والرومان (باللاتينية: Rex gentium Maurorum et Romanorum) ولا يعرف بهذا الاسم إلا من خلال نقش على تحصين في ألطافا (أولاد ميمون حالياً بمنطقة وهران) يعود لتاريخ 508 م، عرف ماسونا بامتلاكه لمدينة ألطافا التي يفترض أنها كانت العاصمة بفضل بروزها تحت الملوك اللاحقين ومدينتين أخريتين على الأقل هما كاسترا سيفيريانا وصفر كما ذكر المسؤولين الذين عينهم هناك. كانت السيطرة على كاسترا سيفيريانا مهمة بشكل خاص كونها مركزاً لأبرشية الكنيسة (أبرشية كاسترا سيفيريانا هي عبارة عن أسقفية قديمة ازدهرت خلال العصور القديمة المتأخرة)، جاء في نقش تحصين ألطافا:
كانت المراكز الإدارية الأساسية للمملكة موجودة على الواجهة الإقليمية بنوعين متمايزين من السكان وهما إقليم روماني ساحلي مستقر للرومان وإقليم واقع حول الحدود الرومانية السابقة وخارجها للقبائل المورية (مور أو بربر). كان مواطنو المدن الرومانية خاضعين لإدارة رسمية ومنظمة برئاسة مسؤولين معينين، مثل أولئك الذين عينهم الملك ماسونا.
استمدت المملكة المورية الرومانية قوتها البشرية العسكرية من القبائل البربرية التي تم التحكم فيها من خلال السيطرة على الأشخاص النافذين مثل زعماء القبائل وذلك بإصدار الأوسمة لهم وتمليكهم العقارات. استمرت المملكة المورية الرومانية بكونها جزءاً من العالم الغربي اللاتيني وذلك نتيجة تبنيها للتنظيم العسكري والديني والاجتماعي للإمبراطورية الرومانية، فالهيكل الإداري المستخدم من قبل حكام المملكة يشير إلى هوية سياسية رومانية في المنطقة. هذه الهوية السياسية الرومانية كانت تحتفظ بها ممالك بربرية أخرى أصغر في المنطقة أيضًا كما هو الحال في مملكة الأوراس حيث ادعى الملك ماستييس لقب إمبراطور خلال حكمه في حوالي عام 516 م كونه لم يكسر الثقة مع رعاياه البربر أو الرومان.

### الإمبراطورية الرومانية الشرقية والوندال

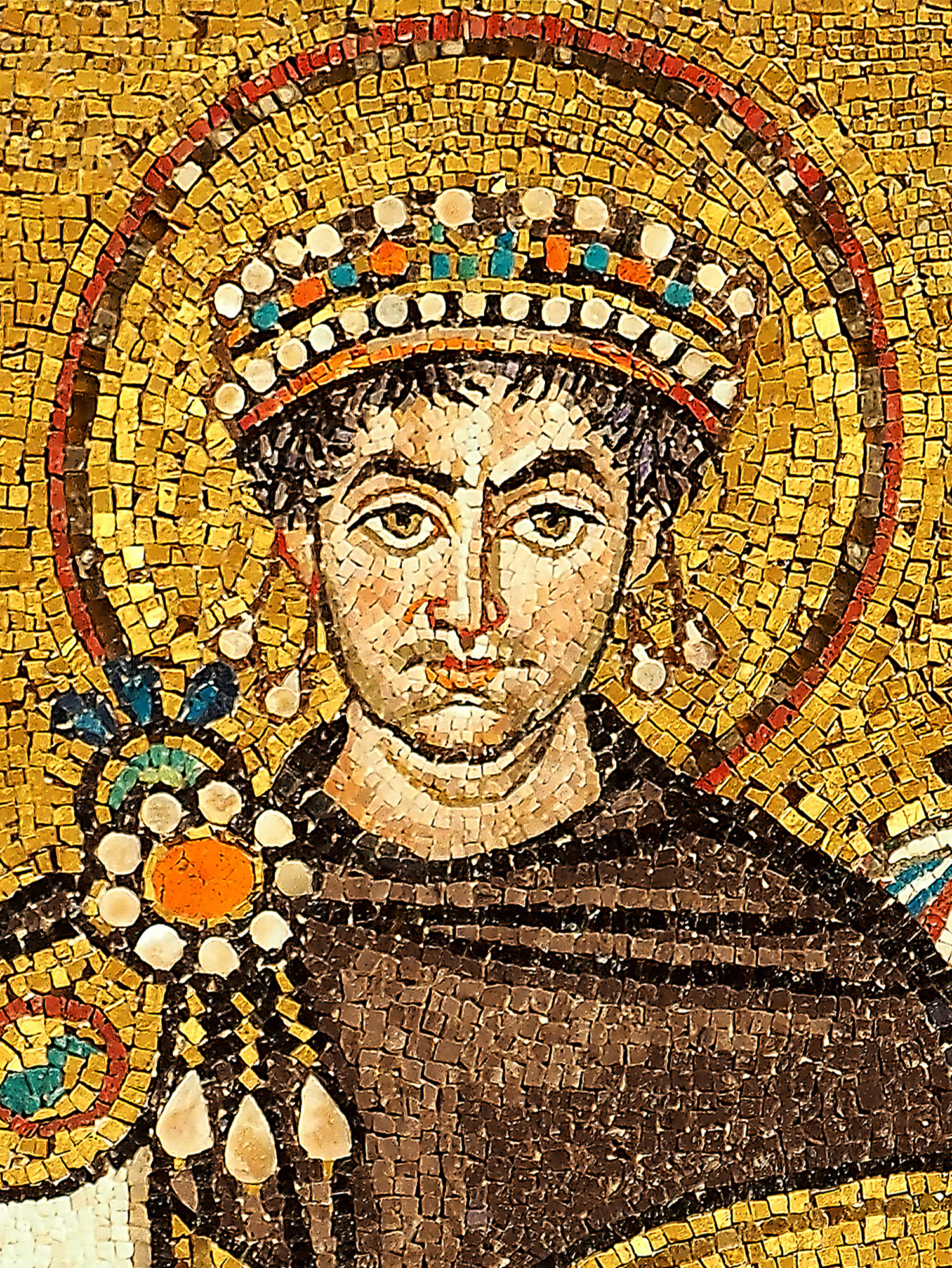
الإمبراطور جستنيان الأول

تبين السجلات الرومانية الشرقية التي تشير إلى المملكة الوندالية والتي كانت تحتل جزءًا كبيرًا من الإقليم الروماني القديم في إفريقيا والأجزاء الساحلية من موريتانيا في كثير من الأحيان إلى ما يتعلق بثالوث من الشعوب (الوندال والألان والمور) وعلى الرغم من أن بعض البربر قد ساعدوا الوندال في غزواتهم لأفريقيا إلا أن التوسع البربري في أغلب الأحيان كان أكثر تركيزاً ضد الوندال وليس معهم، الأمر الذي أدى إلى بعض التوسع في المملكة المورية الرومانية وغيرها من ممالك البربر في المنطقة مثل مملكة الأوراس.
حدد مؤرخ الإمبراطورية الرومانية الشرقية بروكوبيوس ملك البربر الذي تحالف مع قوات الإمبراطورية الرومانية الشرقية في عام 535 م ضد المملكة الوندالية خلال الحرب الوندالية باسم «ماسوناس» (والذي يعتبر غالباً نفسه ماسونا)
عندما وصلت قوات بيليساريوس وهو أحد أعظم جنرالات الإمبراطور جستنيان الأول والقوات الرومانية الشرقية إلى شمال أفريقيا لغزو واستعادة الحكم الروماني على المنطقة، قبل حكام البربر المحليين عن طيب خاطر الحكم الإمبراطوري مطالبين فقط برموز مكاتبهم؛ تاج من الفضة وصولجان من الفضة المذهبة وسترة مبطنة وأحذية مذهبة. العديد من الحكام البربر سوف يثبتون لأنهم بشكل أساسي ملوك عملاء، في حين أولئك الحكام الذين لم يكونوا متاخمين مباشرة للأراضي الإمبراطورية كانوا مستقلين إلى حد ما على الرغم من أنهم نظرياً لا يزالون يشكلون جزءاً من الإمبراطورية، فكانوا يعاملون بقسط أكبر من المجاملة مقارنة بأولئك الذين تحد ممالكهم مباشرة الإمبراطورية وذلك للحفاظ عليهم في الطابور.
بعد إعادة فتح الروم الشرقيين لمملكة الوندال، بدأ المحافظون يواجهون مشاكل مع القبائل البربرية المحلية. تم غزو مقاطعة بيزاسينا (دولة تونس اليوم) والحامية المحلية بما في ذلك هزم القادة غيناس وروفينوس. شن الحاكم المعين حديثًا في ولاية أفريقيا الإمبراطورية صولومون العديد من الحروب ضد هذه القبائل البربرية بقيادة جيش من حوالي 18000 رجل في بيزاسينا. كان صولومون يهزمهم ويعود إلى قرطاج لكن البربر يقومون مرة أخرى ويجتاحون بيزاسينا ولكن صولومون هزمهم مرة أخرى، هذه المرة بشكل حاسم وبعثر قواتهم. جنود البربر الباقون على قيد الحياة تراجعوا إلى نوميديا حيث انضموا إلى قوات يبداس، ملك الأوراس.
شجع ماسونا وملك بربري آخر هو أورتايا (الذي حكم مملكة في مقاطعة موريطنيا سيتيفينسيس السابقة) المتحالفين مع الإمبراطورية الرومانية الشرقية صولومون على ملاحقة أعدائه البربر في نوميديا وهو ما فعله. لم يشرك صولومون يبداس في المعركة وذلك لعدم ثقته في ولائهم وبدلا من ذلك بنى سلسلة من المواقع المحصنة على طول الطرق التي تربط بيزاسينا بنوميديا.
توفي ماسونا في عام 535 م ونجح ماستيغاس (المعروف أيضا باسم ماستناس) في خلافته كملك للمور والرومان. ويذكر المؤرخ بروكوبيوس أن ماستيغاس كان حاكمًا مستقلاً تمامًا وكان يحكم ما يقرب من كامل إقليم موريطانيا القيصرية السابق باستثناء عاصمة المقاطعة السابقة قيصرية التي كانت تحت سيطرة الوندال وكان يخضع لسيطرة الإمبراطورية الرومانية الشرقية خلال فترة وجوده. ظل حكام المملكة الموريتانية الرومانية، وغيرها من الممالك البربرية، ينظرون إلى أنفسهم كمواطنين للإمبراطور الروماني الشرقي في القسطنطينية، حتى عندما كانوا في حالة حرب معه أو شاركوا في غارات على الأراضي الإمبراطورية، ومعظم الحكام البربر يستخدمون عناوين مثل الدوكس أو ريكس (وتعني ملك).

### الانهيار
آخر ملك مسجل للمملكة المورية الرومانية كان غارمول (المعروف أيضًا باسم غارموليس) وهو من سيقاوم حكم الإمبراطورية الرومانية الشرقية في أفريقيا. في أواخر ستينيات القرن الخامس شن غارمول غارات على الأراضي الرومانية لكنه فشل في السيطرة على أي مدينة كبيرة، سجل المؤرخ القوطي جون بيكلارو مقتل ثلاثة جنرالات متتابعين من قبل قوات غارمول، المحافظ البريتوري ثيودور (في عام 570 م) وقائدي جنود إمبراطوريين (عام 570 م) وأمابيليس (عام 571 م). وقد مثلت نشاطاته هذه - خاصة عندما تزامنت مع هجمات القوط الغربيين في سبانيا - تهديدًا واضحًا لسلطات المحافظة. لم يكن غارمول قائدًا لقبيلة شبه بدوية فقط، بل لمملكة بربرية مكتملة التكوين وبجيش نظامي. وهكذا أعاد الإمبراطور الروماني الشرقي الجديد تيبيريوس الثاني قسطنطين تعيين توماس كمحافظ في أفريقيا، وتم تعيين الجنرال القدير جيناديوس قائداً للجنود بهدف واضح وهو تقليص مملكة غارمول. كانت التحضيرات طويلة ودقيقة، لكن الحملة نفسها التي بدأت في 577 أو 578 كانت قصيرة وفعالة باستخدام جيناديوس تكتيكات الإرهاب ضد أتباع غارمول الذي هزم وقتل في 578 م.
مع هزيمة غارمول انهارت المملكة المورية الرومانية، أعادت الإمبراطورية الرومانية الشرقية بعض أراضي المملكة لا سيما الممر الساحلي لمقاطعات موريطنية الطنجية وموريطانيا القيصرية القديمتين.

## المصير

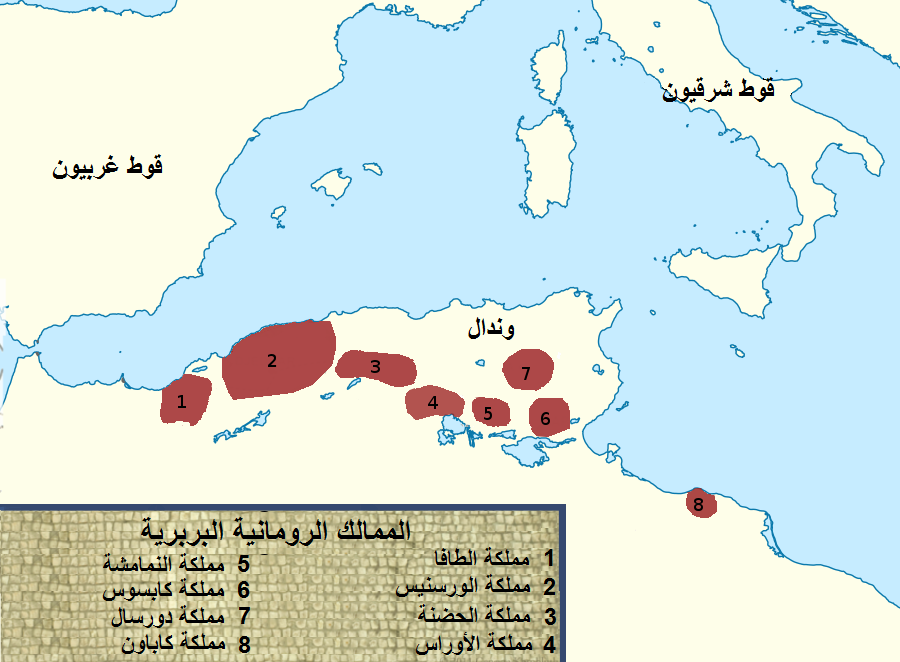
خريطة تصور الممالك الرومانية البربرية في شمال أفريقيا بعد انهيار المملكة المورية الرومانية، من اليسار إلى اليمين ؛ الطافا، الورسنيس، الحضنة، الأوراس، النمامشة، كابسوس، دورسال، كاباون

ظلت الطافا عاصمة مملكة بربرية مرومنة تحمل إسمها رغم كون هذه المملكة أصبحت أصغر حجماً بكثير من مملكة ماسونا وغارمول. في أواخر القرن الخامس وأوائل السادس نمت المسيحية لتكون الديانة المهيمنة بالكامل في مملكة الطافا البربرية مع تأثيرات توفيقية للمعتقد البربري التقليدي حيث بنيت كنيسة جديدة في العاصمة الطافا في هذه الفترة. الطافا والممالك اللاحقة الأخرى للمملكة المورية الرومانية كمملكة الورسنيس ومملكة الحضنة شهدت صعودًا اقتصاديًا وبناء العديد من الكنائس والتحصينات الجديدة. شهدت ولاية أفريقيا الإمبراطورية الرومانية الشرقية وفي وقت لاحق إكسرخسية قرطاج المزيد من ثورات البربر التي تم إخمادها وقبول العديد من القبائل البربرية باعتبارها فيوديراتي لأنها كانت كذلك مرات عديدة في الماضي.
كان آخر ملك بربري مرومن معروف بالحكم من الطافا هو كسيلة والمتوفى عام 690 م في قتاله ضد الفتح الإسلامي للمغرب العربي. كما كان قائدًا لقبيلة أوَّرابا البربرية وربما رئيسًا مسيحياً لاتحاد صنهاجة، وهو معروف بأنه قاد مقاومة بربرية عسكرية ضد غزو الأمويين للمغرب الكبير في ثمانينيات القرن السادس، في عام 683 م تعرض عقبة بن نافع لنصب كمين وقتل في معركة بسكرة من قبل كسيلة والذي أجبر جميع العرب على إخلاء القيروان التي تأسست لتوها والانسحاب إلى برقة. لكن في عام 688 م وصلت التعزيزات العربية من عبد الملك بن مروان تحت قيادة زهير بن قيس فقابله كسيلة سنة 690 م بدعم من القوات الرومانية الشرقية في معركة ممس حيث هزم العدد الهائل من أوَّرابا والرومان وقتل كسيلة.
مع وفاة كسيلة انتقلت شعلة المقاومة إلى قبيلة تعرف باسم قبيلة جِراوة الزناتيَّة البتريَّة، التي كانت تسكن جبال الأوراس: خاضت قواته في وقت لاحق بعد موته تحت قيادة الكاهينا ملكة مملكة الأوراس والحاكمة الأخيرة للبربر المرومنين معارك ضد الأمويين إنتهت بمقتل الكاهينا في معركةٌ ضارية في منطقة طبرقة.

## قائمة ملوك المور والرومان
| الملك          | فترة الحكم   | ملاحظات |
| -------------- | ------------ | --- |
| حاكم غير معروف |              | أول حاكم مسجل للمملكة المورية الرومانية هو ماسونا، سجل لأول مرة في نقوش مؤرخة عام 508 م. |
| ماسونا         | ق. 508 – 535 | يُعرف أيضًا باسم ماسوناس، تحالف مع الإمبراطورية الرومانية الشرقية ضد المملكة الوندالية ولاحقاً ضد التحالف البربري الذي جمعته مملكة الأوراس.                                                                 |
| ماستيغاس       | 535–541      | يُعرف أيضًا باسم ماستيناس. سيطر تقريبا على كامل مقاطعة موريطانيا القيصرية القديمة باستثناء العاصمة القديمة القيصرية.                                                                                       |
| سطوطزاس        | 541–545      | يُعرف أيضا باسم سطوتياس. متمرّد روماني سابق كان يزعم أنه ملك مورو روماني بعد زواجه من ابنة ملك سابق. هزم وقتل من قبل القوات الرومانية الشرقية في 545 م.                                                    |
| حاكم غير معروف |              | لم يسجل أي حكام بين 545 و570. |
| غارمول         | ق. 570 – 578 | يُعرف أيضًا باسم غارموليس. غزى المقاطعات الرومانية الشرقية في شمال أفريقيا في 570 م. يمثل موته وهزيمته في عام 578 نهاية المملكة المورية الرومانية التي كانت مجزأة ومعزولة جزئيا في الإمبراطورية الرومانية. |

## هوامش
(1). النص الأصلي للنقش هو (باللاتينية: Pro sal(ute) et incol(umitate) reg(is) Masunae gent(ium) Maur(orum) et Romanor(um) castrum edific(atum) a Masgivini pref(ecto) de Safar. Iidir proc(uratore) castra Severian(a) quem Masuna Altava posuit, et Maxim(us)) pr(ocurator) Alt(ava) prefec(it). P(ositum) p(rovinciae) CCCLXVIIII" 